# Lisa P. Jackson
Lisa Perez Jackson, född 8 februari 1962 i Philadelphia, är en amerikansk ämbetsman och politiker (Demokratiska partiet).
Hon har en masterexamen i kemi från Princetonuniversitetet och har bland annat arbetat för New Jerseys guvernör Jon S. Corzine från 2006 till 2008. Från 2009 till 2013 var hon chef för den amerikanska naturvårdsmyndigheten Environmental Protection Agency och medlem i president Barack Obamas kabinett. Hon var den första afroamerikanska chefen för myndigheten.